# Дурново, Иван Николаевич
Ива́н Никола́евич Дурново́ (1 [13] марта 1834, Калужская губерния — 29 мая [11 июня] 1903, близ Берлина) — русский государственный деятель, статс-секретарь (01.01.1885) Его Императорского Величества, действительный тайный советник (01.01.1890), министр внутренних дел (1889—1895), председатель Комитета министров (1895—1903).

## Биография
Родился в Калужской губернии, в дворянской семье Дурново. Его отец — Николай Александрович Дурново (1804 — ок. 1862) и мать — Елизавета Игнатьевна (Ивановна ?) Ключарёва (? — не ранее 1838) владели имениями в Калужской губернии — в Медынском, Боровском и Малоярославецком уездах, а после того как в 1843 году приобрели имение Жукотки в Черниговской губернии были включены в VI часть Родословной книги Черниговского дворянства.
Окончил Михайловское артиллерийское училище (1852), участвовал в Крымской войне; 27 марта 1854 года был награждён орденом Св. Анны 4-й степени, с надписью «за храбрость». В 1856 году был переведён в Кронштадтский артиллерийский гарнизон, откуда вскоре уволен по болезни. Вернулся в Черниговскую губернию, где был избран сперва уездным, а затем и губернским предводителем дворянства (с 1863 по 1865). В 1865 году был пожалован в звание камер-юнкера.
В 1870 году Дурново был назначен екатеринославским губернатором. В 1882 году был назначен товарищем министра внутренних дел графа Д. А. Толстого. В 1885 году пожалован в статс-секретари. В 1886 году Дурново также возглавил 4-е отделение собственной императорской канцелярии, через которое осуществлялась благотворительная деятельность. На этом посту Дурново снискал всеобщие симпатии; им было открыто более 500 новых учреждений.
Сергей Витте писал о личных качествах и карьерном пути И. Н. Дурново:

Он был приятным предводителем дворянства и приятным губернатором, и приятным товарищем министра внутренних дел; но человек он был не культурный, не умный, скорее ограниченный; человек хлебосольный, милый и очень хитрый

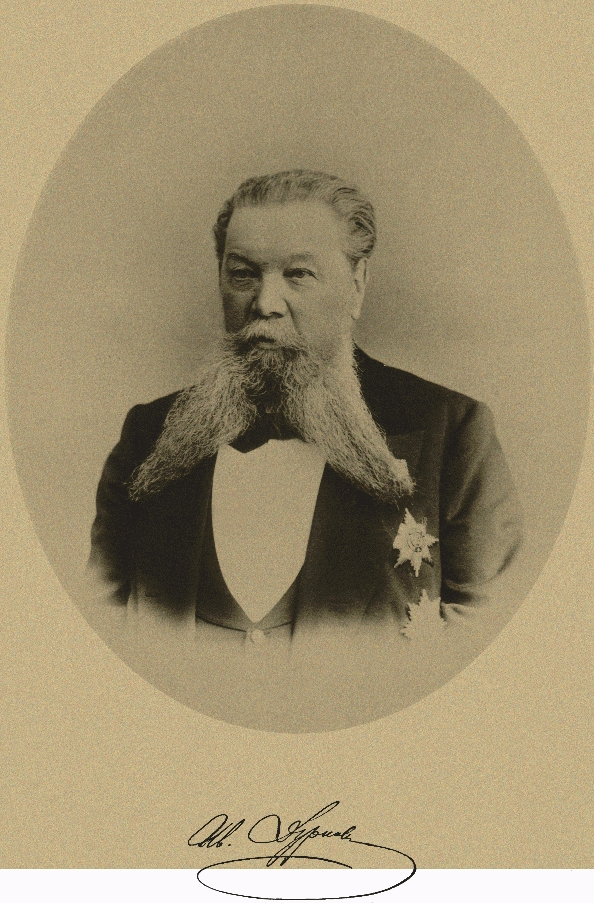
Иван Дурново

А. Ф. Кони «Статьи о государственных деятелях»:
...представительный выездной лакей, попавший в силу злосчастной судьбы в министры внутренних дел и участвовавший вместе со всей бюрократией в умышленном держании народа в глубоком невежестве...
После смерти Д. А. Толстого в 1889 году И. Н. Дурново стал министром внутренних дел. При нём были осуществлены т. н. контрреформы: «О земских начальниках» (1889),«Положение о земских учреждениях» (1890), «Городовое положение» (1892). Проекты этих постановлений, усиливающих власть дворян в земствах и одновременно ставящих их под жёсткий контроль правительства, были подготовлены ещё графом Толстым. Собственные законодательные инициативы Дурново полностью соответствовали взглядам императора и были направлены на консервацию крестьянской общины (передел общинных угодий не чаще, чем в 12 лет; необходимость согласия общины на выход крестьянина из неё; больший административный контроль над переселением сельского населения), усиление патерналистских начал на низовом уровне государственного управления.

Конечно, Иван Николаевич Дурново не мог бы быть министром внутренних дел при Императоре, который сам не представлял бы собою определенную, твердую личность; он мог быть министром внутренних дел только при таком Императоре, как Александр III. Что касается политики, то он исполнял то, что указывал ему Император, старался со всеми ладить. В административной, внутренней части министерства внутренних дел, он опирался на своих помощников. — Витте С. Ю. 1849—1894: Детство. Царствования Александра II и Александра III, глава 15 // Воспоминания. — М.: Соцэкгиз, 1960. — Т. 1. — С. 303. — 75 000 экз.

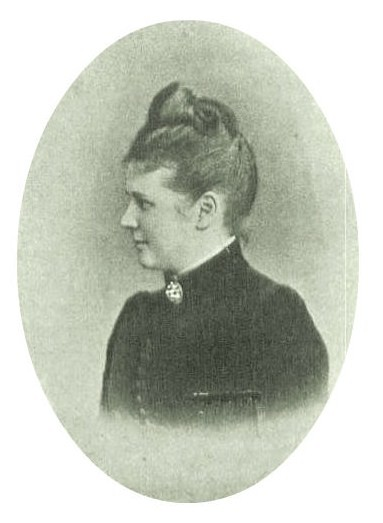
Леокадия Дурново

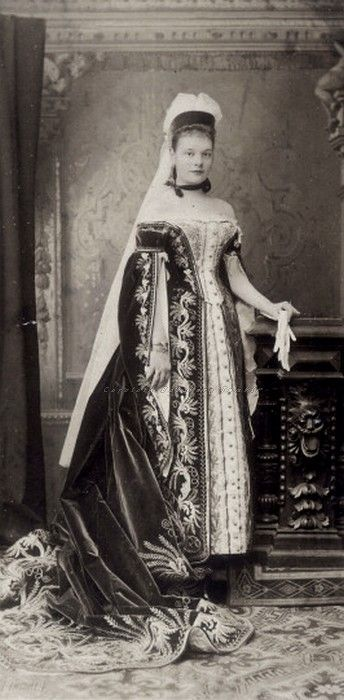
Надежда Дурново

Несмотря на доверие императорской семьи, в целом в столице Дурново не пользовался ни авторитетом, ни уважением как в среде высших чиновников, так и среди общественности. Тем не менее, новый император Николай II в 1895 году назначил его председателем Комитета министров. Несмотря на неспособность проводить собственный политический курс, Дурново сохранял этот пост до конца жизни.

## Семья
Жена (с 30 октября 1866 года) — Леокадия Александровна Куровская (1844—02.03.1923), сестра нижегородского и саратовского губернатора Е. А. Куровского. По отзыву современников, она «была очень милой и красивой дамой», но «не семи пядей во лбу и крайне провинциального пошиба». Будучи Екатеринославским губернатором, её муж состоял в связи барышней Струковой и выдал её замуж  за своего друга и товарища Кривошеина, устроив последнему за такую услугу блестящую карьеру. Своей же карьерой Дурново был обязан тому, что в то же самое время его жена была в связи с О. Б. Рихтером. Занималась благотворительностью, состояла попечительницей Ласунской школы. Умерла в лагере русских беженцев в Салониках в Греции.
В браке имела двух дочерей: Елизавету (1867—24.01.1889; фрейлина двора, умерла от чахотки в Ницце) и Надежду (1869—13.07.1897; с 1887 года фрейлина, замужем с 24 февраля 1888 года за Алексеем Николаевичем Синельниковым (1850—1923), умерла от паралича сердца в Берлине).

## Награды
- Орден Святой Анны 4-й степени с надписью «За храбрость» за отличие в Дунайской кампании Крымской войны (27 марта 1854)
- Орден Святого Станислава 2-й степени с императорской короной (17 июня 1862)
- Орден Святого Владимира 4-й степени (22 сентября 1869)
- Орден Святого Владимира 3-й степени (30 августа 1871)
- Орден Святого Станислава 1-й степени (1 января 1874)
- Орден Святой Анны 1-й степени (1 января 1877)
- Орден Святого Владимира 2-й степени (1 января 1880)
- Орден Белого орла (15 мая 1883)
- Орден Святого Александра Невского (1 января 1889)
- Бриллиантовые знаки к ордену Святого Александра Невского (1 января 1894)
- Орден Святого Владимира 1-й степени (14 мая 1896)
- Высочайший рескрипт (13 апреля 1897)
- Орден Святого Андрея Первозванного (28 декабря 1902)

Иностранные:
- Персидский орден Льва и Солнца 1-й степени (1878)
- Папский орден Пия IX, большой крест (1883)
- Черногорский орден князя Даниила I 1-й степени (1889)
- Японский орден Восходящего солнца 1-й степени (1890)
- Прусский орден Красного орла 1-й степени (1890)
- Бухарский орден Золотой звезды с алмазами (1893)
- Французский орден Почётного легиона, большой крест (1893)
- Датский орден Данеброг, большой крест (1893)
- Прусский орден Красного орла, большой крест (1894)
- Норвежско-Шведский орден Святого Олафа, большой крест (1896)
- Итальянский орден Святых Маврикия и Лазаря, большой крест (1902)